# Herman van der Worp
Hermannus Wilhelm (Herman) van der Worp (Zutphen, 8. ledna 1849 – 9. dubna 1941, Delden) byl nizozemský fotograf a malíř.

## Život a dílo
Van der Worp se narodil v Spiegelstraat v Zutphenu. Jeho otec Willem van der Worp (1803–1878) byl malíř, učitel výtvarné výchovy a několik let známý jako profesionální fotograf. Stejně jako jeho otec byl Van der Worp fotografem a malířem v Zutphenu. Jako fotograf produkoval cartes de visite, jako malíř mimo jiné zachycoval krajiny, městské scenérie a portréty. Zúčastnil se různých výstav, podle historika Pietera Scheena již v roce 1864. Byl členem správní rady a od roku 1924 čestným členem uměleckého sdružení Zutphen Pictura.
Van der Worp několikrát pobýval ve městě Delden v Twente a v srpnu 1906 se tam trvale usadil. Do roku 1939 trvale bydlel v hotelovém pokoji v hotelu Carelshaven v Deldenu. Z tohoto hotelu vytvořil mnoho obrazů Deldenu a lesů a farem v oblasti Landgoed Twickel. Dr. R. F. Baron van Heeckeren van Wassenaer (1856–1936) mu v roce 1908 postavil ateliér, kde Van der Worp maloval až do roku 1939.
Od roku 1939 byl Van der Worp přijat do nemocnice R. K. Ziekenhuis v Deldenu, kde v roce 1941 zemřel ve věku 92 let.

## Galerie

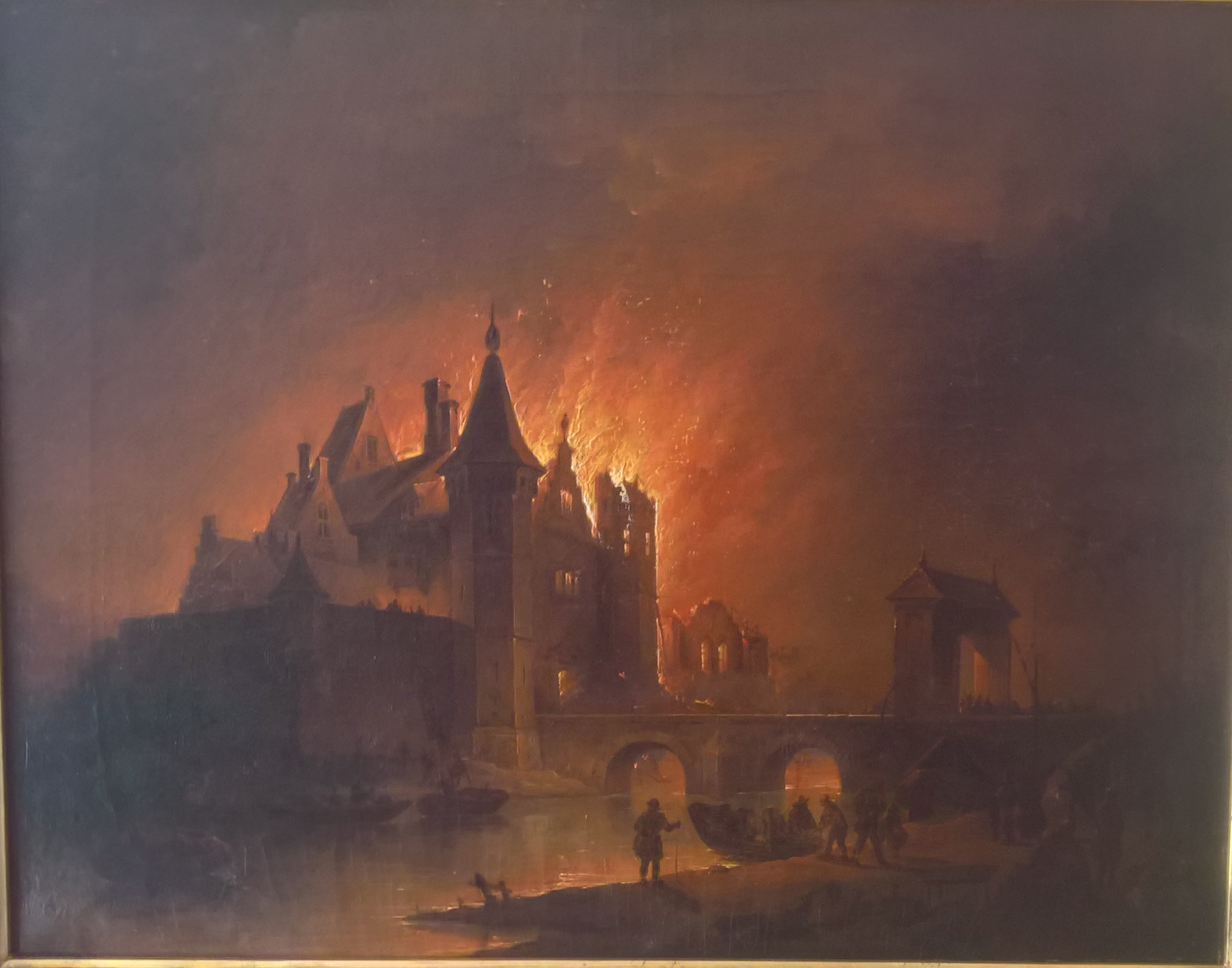
Kasteel twickel
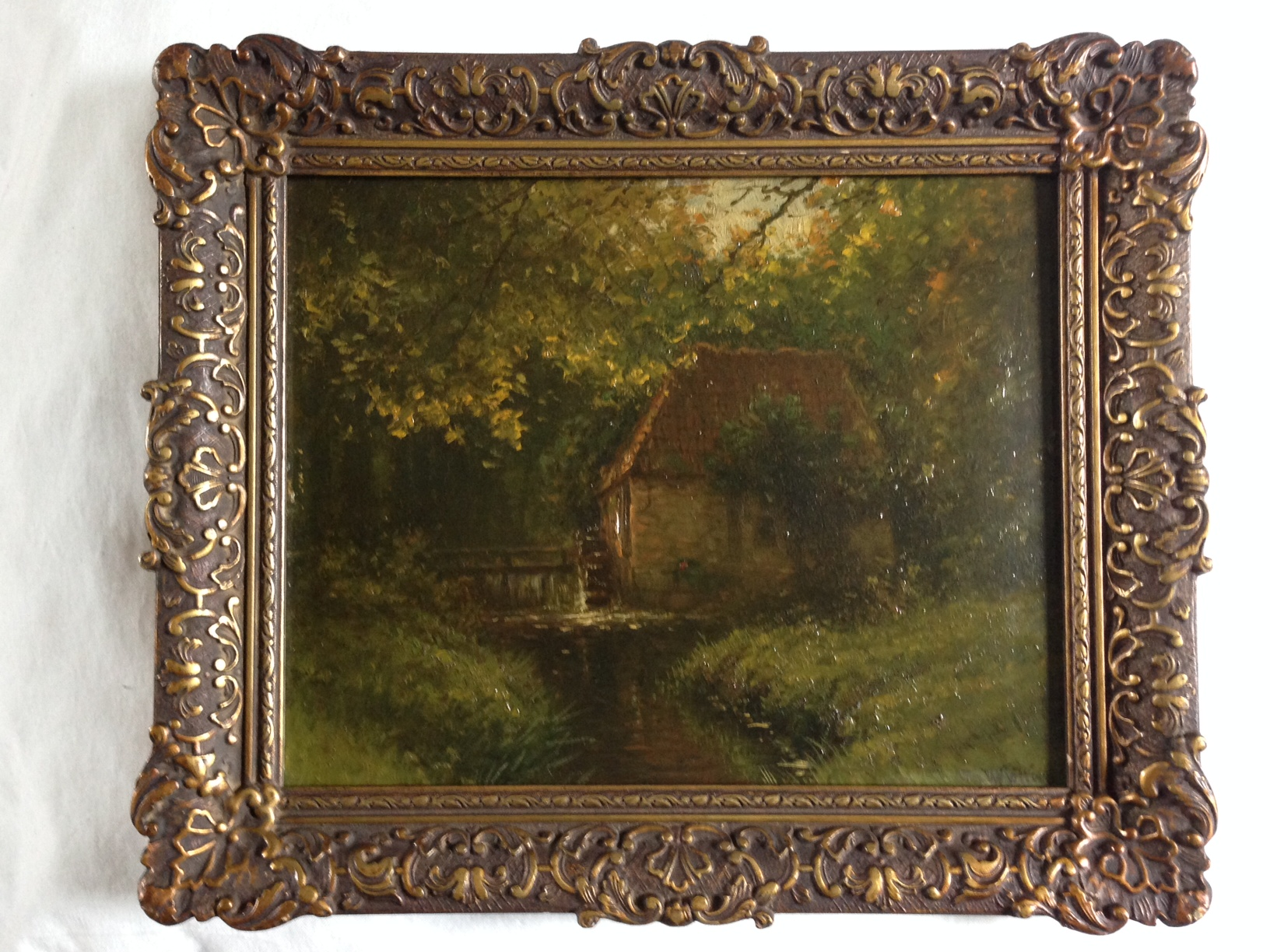
Noordmolen poblíž Twickelu
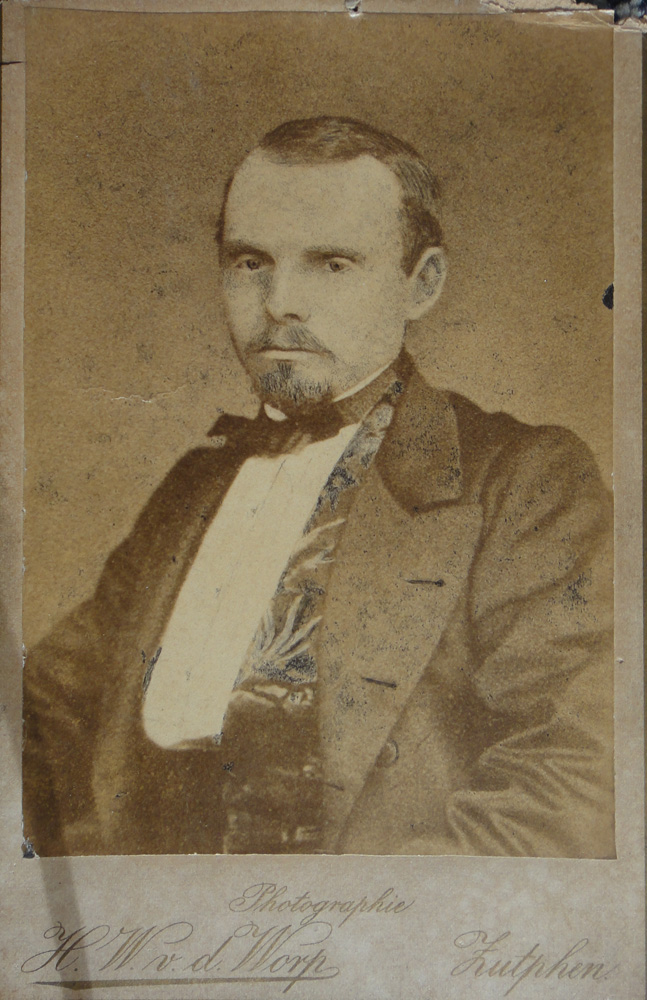
Carel Hendrik David van Hien
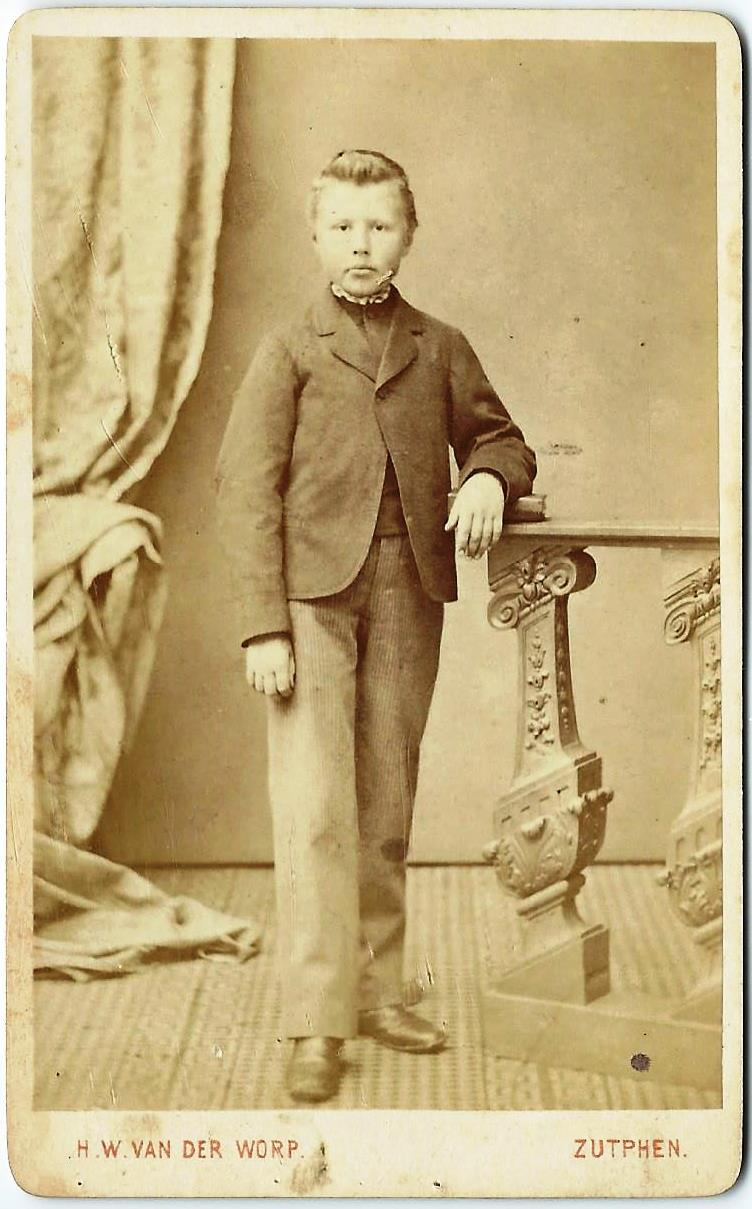
Carte de visite mladého chlapce
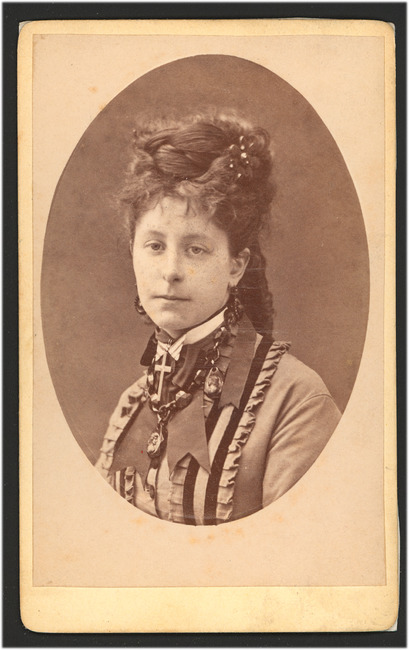
Portret van Maria de Bas

## Práce ve veřejných sbírkách
- Stedelijk Museum Zutphen
- De Museumfabriek
- Veenkoloniaal Museum